# Eoabelisaurus
Eoabelisaurus ist eine Gattung von theropoden Dinosauriern aus der Gruppe der Abelisauridae. Bisher ist ein einziges, fast vollständiges Skelett bekannt, das in Patagonien entdeckt und im Jahr 2012 von den Paläontologen Diego Pol und Oliver Rauhut beschrieben wurde. Eoabelisaurus stammt aus dem Mitteljura und ist damit der älteste bisher entdeckte Vertreter der Abelisauridae; die nächstältesten Nachweise dieser Gruppe sind mehr als 40 Millionen Jahre jünger. Der Fund ermöglicht somit erste Einblicke in die frühe Evolution der Abelisauriden – so zeigt er beispielsweise, dass die bei allen Vertretern dieser Gruppe zu findende extreme Verkürzung der Vordergliedmaßen mit der Reduktion der körperfernen Elemente einsetzte. Des Weiteren führt dieser Fund zu einer Neubewertung paläobiogeographischer Hypothesen. Während früher angenommen wurde, dass sich die Abelisauriden als eine auf die südlichen Landmassen beschränkte Gruppe erst nach der Trennung letzterer von den nördlichen Landmassen herausgebildet haben, zeigt der neue Fund, das Abelisauriden bereits zu einer Zeit existierten, als noch sämtliche Landmassen zum Großkontinent Pangäa vereint waren. Das Fehlen von Abelisauriden in den nördlichen Kontinenten könnte laut Pol und Rauhut möglicherweise auf eine Wüste hinweisen, die als geographische Barriere beide Landmassen vor ihrem Auseinanderbrechen trennte.

## Merkmale
Wie bei allen Abelisauriden handelte es sich um einen zweibeinig laufenden Fleischfresser mit einem tiefen Schädel und stark verkürzten Vordergliedmaßen. Das gefundene Skelett wird auf eine Länge von 6 bis 6,5 Meter geschätzt. Der Schädel zeichnet sich wie bei anderen Abelisauriden durch eine rundliche Augenhöhle sowie ein großes Infratemporalfenster (ein Schädelfenster der Schläfenregion) aus. Während viele spätere Abelisauriden eine verdickte Schädeldecke mit einer starken Texturierung durch zahlreiche Gruben und Fortsätze zeigten, war die Schädeldecke bei Eoabelisaurus weder verdickt noch texturiert. Die Vordergliedmaßen und insbesondere die vierstrahligen Hände waren stark verkürzt. Ein einzigartiges Merkmal findet sich an der Elle (Ulna), dessen körpernahes Ende (Olecranon) stark verlängert ist und 30 % der Gesamtlänge dieses Knochens ausmacht.

## Systematik
Eine phylogenetische Analyse von Pol und Rauhut (2012) kommt zu dem Ergebnis, dass Eoabelisaurus der ursprünglichste bekannte Vertreter der Abelisauridae ist und somit an der Basis des Stammbaums dieser Gruppe steht.